# Onze-Lieve-Vrouw-Onbevlekt-Ontvangenkapel (Middelaar)

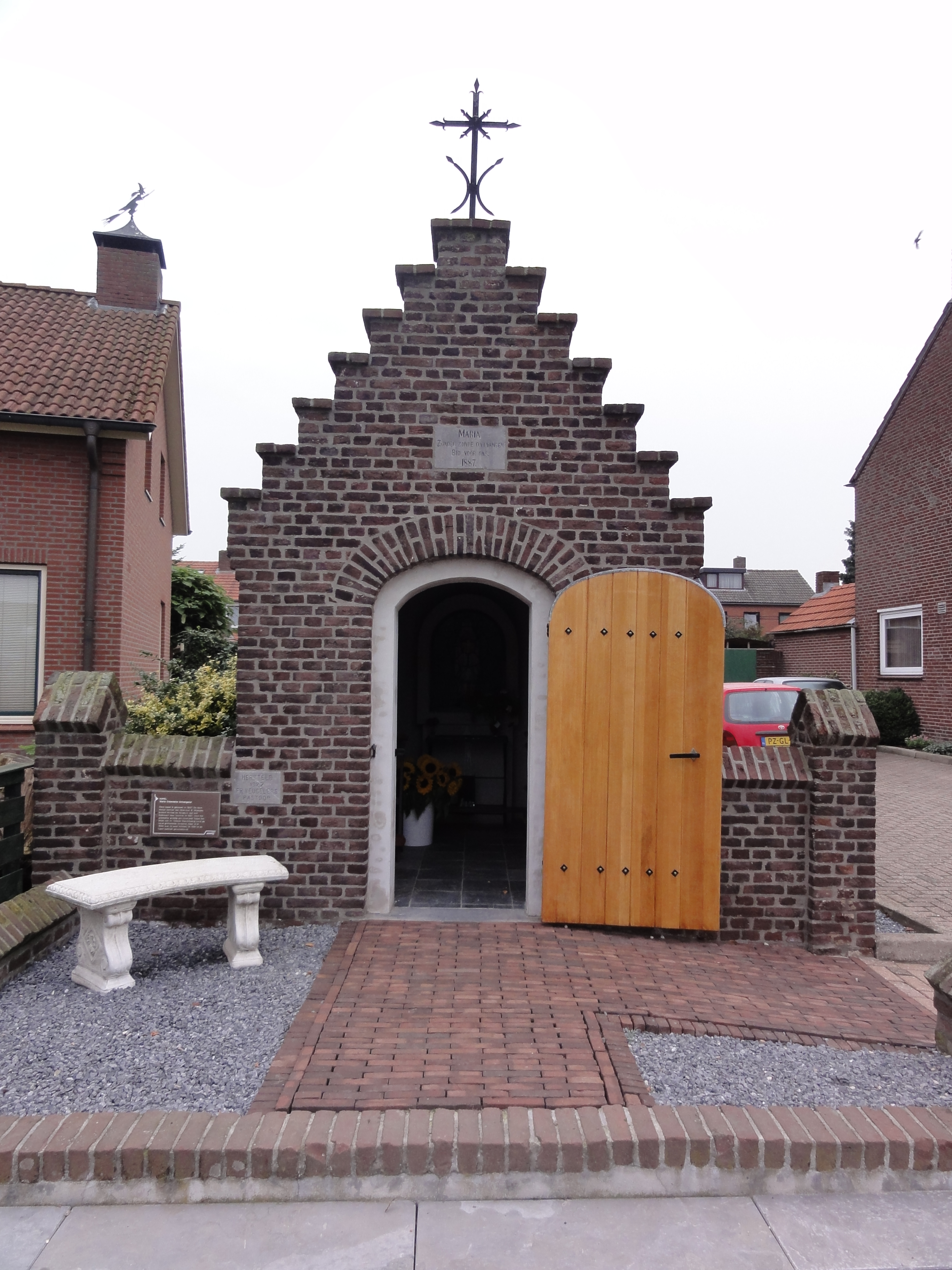
Onze-Lieve-Vrouw-Onbevlekt-Ontvangenkapel

De Onze-Lieve-Vrouw-Onbevlekt-Ontvangenkapel, Onze-Lieve-Vrouw van Lourdeskapel of Lourdeskapel is kapel in buurtschap Katerbosch bij Middelaar in de Nederlands Noord-Limburgse gemeente Mook en Middelaar. De kapel staat aan de Eindweg 6 in het noordwesten van het dorp. Opongeveer 700 meter naar het zuidoosten staat de Sint-Lambertuskerk.
De kapel is gewijd aan de Onbevlekte Ontvangenis van Maria.

## Geschiedenis
In 1887 werd de kapel gebouwd nadat de toenmalige pastoor teruggekomen was van een bedevaart naar Lourdes.
In 1927 werd de kapel gerestaureerd.
Tijdens de Tweede Wereldoorlog werd de kapel bijna verwoest, maar werd in 1946 weer herbouwd.
Op 17 september 1968 werd de kapel ingeschreven in het rijksmonumentenregister.

## Bouwwerk
De bakstenen kapel is gebouwd op een rechthoekig plattegrond. De frontgevel en de achtergevel zijn een trapgevel met daartussen een zadeldak met pannen, met op de nok van de frontgevel een ijzeren kruis. In de frontgevel is een steen met inscriptie ingemetseld en biedt een korfboogvormige doorgang toegang tot de kapel die met een zware houten afgesloten kan worden. In de zijgevels bevindt zich elk een segmentboogvormig venster.

Maria
Zonder zonde ontvangen
Bid voor ons.
1887.
— Tekst van steen in frontgevel

Van binnen is de kapel wit geschilderd, terwijl het houten zadeldakgewelf mintkleurig geschilderd is. In de achterwand van de kapel bevindt zich een rondboogvormige nis die hemelsblauw geschilderd is waarin een Mariabeeld geplaatst is achter stervormig smeedijzeren hekwerk. Het midden van dit hek is een goudkleurig kruisje en onderin vormt het metaalwerk de letters AVE MARIA.